# Neil Ritchie
Neil Ritchie (Georgetown, 29 de julho de 1897 — Toronto, 11 de dezembro de 1983) foi um general do Exército Britânico durante a Segunda Guerra Mundial, membro do 3.º Batalhão do Regimento Real Escocês, também conhecido como A Guarda Negra.

## Vida
Ritchie foi para a escola no Lancing College em West Sussex. Ele então frequentou a Royal Military Academy Sandhurst. Sua carreira militar começou em 1914, quando se tornou oficial da Black Watch. Durante a Primeira Guerra Mundial, ele lutou na França e na Mesopotâmia. Em 1918 foi condecorado com a Cruz Militar.
Quando a Segunda Guerra Mundial estourou, Ritchie ocupava o posto de brigadeiro. Em 1939, Ritchie foi transferido para a França como parte da Força Expedicionária Britânica, onde serviu no estado-maior do General Sir Alan Brooke. Após a Batalha de Dunquerque, Ritchie foi transferido para a equipe de Sir Claude Auchinleck. Entre outubro de 1940 e junho de 1941, ele comandou a 51ª Divisão (Highland). Auchinleck deu-lhe o comando supremo do 8º Exército britânico em novembro de 1941. Paralelamente, Ritchie foi promovido a tenente-general.
Ritchie teve o azar de estar no comando durante o período em que o exército britânico sofreu muitas derrotas. O 8º Exército no Norte da África foi a única força terrestre que lutou contra as unidades alemãs. Após algumas vitórias iniciais contra os italianos, os britânicos foram repelidos pelo Afrika Korps alemão sob o comando de Erwin Rommel. Ritchie foi originalmente planejado como um capitão temporário para ser substituído assim que um comandante melhor fosse encontrado. Mesmo assim, foi comandante do 8º Exército por seis meses. Depois que os britânicos recuperaram algumas vitórias, foram novamente repelidos pelos alemães, com o importante porto de Tobruk caiu em mãos opostas. Como resultado, Ritchie foi deposto por Auchinleck em junho de 1942, antes da primeira batalha de El Alamein. Ritchie foi duramente criticado antes e depois da guerra por não ter conseguido impedir Rommel. Desde então, muitos comentaristas, incluindo Michael Carver, o defenderam.
Depois que Ritchie foi substituído como comandante do 8º Exército, ele recebeu o comando da 52ª Divisão (Terras Baixas) em 11 de setembro de 1942. Mais tarde, durante a Operação Netuno, ele liderou o XII Corpo de exército britânico. O fato de Ritchie, ao contrário de seu predecessor como Comandante do 8º Exército, Alan Cunningham, ter recebido o comando após seu impeachment reflete a alta estima que recebeu do Chefe do Estado-Maior Imperial, Sir Alan Brooke.
Após a guerra, Ritchie permaneceu no exército e comandou as Forças Armadas da Escócia até ser promovido a general e nomeado Comandante-em-Chefe das Forças Britânicas no Extremo Oriente. Depois de se aposentar, ele emigrou para o Canadá e se tornou presidente de uma seguradora, a Mercantile and General Reinsurance Company.
Neil Ritchie morreu em Toronto em 11 de dezembro de 1983, aos 86 anos.